# Oncocnemis michaelorum
Oncocnemis michaelorum is een vlinder uit de familie uilen (Noctuidae). De wetenschappelijke naam is voor het eerst geldig gepubliceerd in 1997 door Beshkov.
De soort komt voor in Europa.